# 2007-es angol labdarúgó-szuperkupa
A 2007-es FA Community Shield egy labdarúgó mérkőzés volt 2007. augusztus 5-én, a 2006-07-es Barclays Premier League bajnok Manchester United és a 2006-07-es FA Kupa győztes Chelsea között. A Manchester United nyerte a mérkőzést 3-0-ra büntetőkkel, miután a mérkőzés 90 perc után 1-1-es döntetlennel ért véget. Ryan Giggs nyitotta a gólszerzéseket a 35. percben, mielőtt Florent Malouda kiegyenlített volna a félidő vége előtt.
A mérkőzés büntetőkkel zárult, melyben a Chelsea kezdett. Edwin van der Sar kivédte a Chelsea első három tizenegyesét, Wayne Rooneyra hagyva a lehetőséget, hogy megnyerje a mérkőzést a Unitednek.
Ez volt az első Community Shield, amit az új Wembley Stadionban játszottak. A Manchester United és a Chelsea mérkőzött a legutolsó Community Shield-en (előtte Charity Shield), amit a Wembleyben tartottak, hét évvel ezelőtt, a Chelsea 2-0-s győzelme alkalmával.

## Mérkőzés adatok
| 2007. augusztus 5. 15:00 (BST) | Chelsea     | 1 – 1               | Manchester United | Wembley Stadion, London Nézőszám: 80,731 Játékvezető: Mark Halsey (Lancashire) |
| 2007. augusztus 5. 15:00 (BST) | Malouda 45' | (1–1) (Jegyzőkönyv) | Giggs 35'         | Wembley Stadion, London Nézőszám: 80,731 Játékvezető: Mark Halsey (Lancashire) |

|                                 |       | 11-esekkel               |  |
| Pizarro Lampard Wright-Phillips | 0 – 3 | Ferdinand Carrick Rooney |  |

| Chelsea | Manchester United |

| CHELSEA:      |    |                       |       |     |
|               |    |                       |       |     |
| GK            | 1  | Petr Čech             |       |     |
| RB            | 2  | Glen Johnson          |       | 78' |
| CB            | 6  | Ricardo Carvalho      | 63'   |     |
| CB            | 22 | Tal Ben Haim          | 33'   |     |
| LB            | 3  | Ashley Cole           |       | 68' |
| DM            | 5  | Michael Essien        |       |     |
| CM            | 12 | John Obi Mikel        | 90+1' |     |
| CM            | 8  | Frank Lampard (c)     |       |     |
| RW            | 24 | Shaun Wright-Phillips |       |     |
| LW            | 15 | Florent Malouda       |       | 52' |
| CF            | 10 | Joe Cole              |       | 82' |
| Cserék:       |    |                       |       |     |
| GK            | 29 | Carlo Cudicini        |       |     |
| GK            | 40 | Hilário               |       |     |
| DF            | 39 | Harry Worley          |       |     |
| MF            | 9  | Steve Sidwell         |       | 78' |
| MF            | 19 | Lassana Diarra        |       | 68' |
| FW            | 14 | Claudio Pizarro       |       | 52' |
| FW            | 17 | Scott Sinclair        |       | 82' |
| Manager:      |    |                       |       |     |
| José Mourinho |    |                       |       |     |

| MANCHESTER UNITED: |    |                   |       |     |
|                    |    |                   |       |     |
| GK                 | 1  | Edwin van der Sar |       |     |
| RB                 | 6  | Wes Brown         |       |     |
| CB                 | 5  | Rio Ferdinand     |       |     |
| CB                 | 15 | Nemanja Vidić     |       |     |
| LB                 | 27 | Mikaël Silvestre  |       | 68' |
| RM                 | 7  | Cristiano Ronaldo |       |     |
| CM                 | 22 | John O'Shea       |       |     |
| CM                 | 16 | Michael Carrick   |       |     |
| LM                 | 3  | Patrice Evra      |       |     |
| SS                 | 11 | Ryan Giggs (c)    |       | 81' |
| CF                 | 10 | Wayne Rooney      | 45+3' |     |
| Cserék:            |    |                   |       |     |
| GK                 | 29 | Tomasz Kuszczak   |       |     |
| DF                 | 19 | Gerard Piqué      |       |     |
| DF                 | 26 | Phil Bardsley     |       |     |
| MF                 | 17 | Nani              |       | 68' |
| MF                 | 24 | Darren Fletcher   |       | 81' |
| MF                 | 30 | Lee Martin        |       |     |
| MF                 | 33 | Chris Eagles      |       |     |
| Manager:           |    |                   |       |     |
| Sir Alex Ferguson  |    |                   |       |     |

| JÁTÉKVEZETŐK - Asszisztenesek: - Darren Cann (Norfolk) - Martin Yerby (Kent) - 4. számú játékvezető: Chris Foy (Merseyside) MÉRKŐZÉS EMBERE - Ashley Cole (Chelsea) | MÉRKŐZÉS SZABÁLYOK - 90 perc. - Büntetőpárbaj döntetlen esetén. - Hét nevezett csere - Maximum 6 cserelehetőség. |

## Mérkőzés statisztikák

### Első félidő
|                 | Chelsea | Manchester United |
| --------------- | ------- | ----------------- |
| Összes lövés    | 3       | 6                 |
| Lövés kapura    | 2       | 2                 |
| Labdabirtoklás  | 52%     | 48%               |
| Szöglet         | 1       | 3                 |
| Szabálytalanság | 8       | 9                 |
| Les             | 1       | 0                 |
| Sárga lap       | 1       | 1                 |
| Kiállítás       | 0       | 0                 |

### Második félidő
|                 | Chelsea | Manchester United |
| --------------- | ------- | ----------------- |
| Összes lövés    | 2       | 4                 |
| Lövés kapura    | 0       | 2                 |
| Labdabirtoklás  | 50%     | 50%               |
| Szöglet         | 4       | 5                 |
| Szabálytalanság | 6       | 6                 |
| Les             | 2       | 1                 |
| Sárga lap       | 2       | 0                 |
| Kiállítás       | 0       | 0                 |

### Összes
|                 | Chelsea | Manchester United |
| --------------- | ------- | ----------------- |
| Összes lövés    | 5       | 10                |
| Lövés kapura    | 2       | 4                 |
| Labdabirtoklás  | 52%     | 48%               |
| Szöglet         | 5       | 8                 |
| Szabálytalanság | 14      | 15                |
| Les             | 3       | 1                 |
| Sárga lap       | 3       | 1                 |
| Kiállítás       | 0       | 0                 |

## Lásd még
- FA Community Shield
- FA Premier League